# Ángel Herrera Vera
Ángel Herrera Vera (Guantánamo, 2 de agosto de 1957) é um boxeador cubano, campeão olímpico.

## Carreira
Ele conquistou duas medalhas de ouro: nos Jogos Olímpicos de Verão de 1976 em Montreal, quando venceu o alemão Richard Nowakowski na disputa de peso pena, e nos Jogos Olímpicos de Verão de 1980 em Moscou, após derrotar o soviético Viktor Demyanenko na categoria peso leve e consagrar-se campeão.